# Espelho côncavo
Um espelho côncavo é um segmento de uma superfície esférica que apresenta na parte interna o seu lado refletor. Para que este espelho tenha a formação de imagens nítidas, Carl Friedrich Gauss percebeu que os raios que chegam no espelho, devem fazer pequenos ângulos com o eixo principal. Além disso, o ângulo de abertura do espelho deve ser menor que 10 graus. Os espelhos esféricos que respeitam essas condições são chamados "Espelhos de Gauss". Para aqueles com graus maiores com o eixo ou maior abertura do espelho, a imagem dada será borrada, já que os raios irão convergir em pontos diferentes. Considerando, assim, as propriedades dos espelhos esféricos, é possível determinar a posição e a orientação da imagem formada.
Dependendo da posição que o objeto ocupa diante desse espelho podemos obter uma imagem conjugada real ou ainda virtual, quando o objeto situa-se sobre o plano focal do espelho. A sua orientação pode apresentar-se direita ou invertida, respectivamente, para imagens virtuais e reais, dependendo da posição do objeto em relação ao espelho. O espelho côncavo tem a característica, inclusive, de formar uma imagem imprópria, que é, na verdade, a não formação da imagem, mas considerada, fisicamente, formada no infinito.  
Desse modo as aplicações desse tipo de espelho se limitam em circunstância bem particulares, já que a imagem varia de acordo com a posição do objeto. Os espelhos côncavos são utilizados na construção de alguns tipos de telescópios, projetores, refletores entre outros instrumentos ópticos.
Outra aplicação comum, é nos consultórios odontológicos em que este tipo de espelho é utilizado para observar as características dos dentes. Alguns desses espelhos côncavos são usados para fazer maquiagem e também se valem das propriedades desse espelho, pois do mesmo modo que para o dentista, ao se maquiar diante de um espelho côncavo, estando o objeto bem próximo do espelho (entre o foco e o vértice), a imagem conjugada pelo espelho será virtual, direita e maior, o que irá proporcionar uma maior nitidez dos detalhes do objeto devido o aumento proporcionado.
Quando o objeto se encontra afastado do espelho côncavo a uma distância maior que a distância focal, a imagem obtida será real e proporcional, podendo ser ampliada, reduzida ou ainda, do mesmo tamanho do objeto, dependendo do afastamento além do foco do espelho.

## Formação da imagem no espelho côncavo
| Posição do Objeto (S), Ponto focal (F)                               | Natureza da imagem | Diagrama |
| -------------------------------------------------------------------- | --- | -------- |
| {\displaystyle S<F} (Entre o ponto focal e o vértice)                | - Virtual - Direita - Ampliada |          |
| {\displaystyle S=F} (Objeto no ponto focal)                          | - Os raios refletivos são paralelos e não se cruzam, portanto não há formação de imagem. - No limite onde o objeto se aproxima do foco, a imagem se aproxima da infinidade, e a imagem por ser real, caso a aproximação ocorra do lado esquerdo, ou virtual, caso ocorra do lado direito do ponto focal            |          |
| {\displaystyle F<S<2F} (Objeto entre o foco e o centro de curvatura) | - Real - Invertida (verticalmente) - Ampliada |          |
| {\displaystyle S=2F} (Objeto no centro de curvatura)                 | - Real - Invertida (verticalmente) - Mesmo tamanho - Imagem formada no centro de curvatura |          |
| {\displaystyle S>2F} (Objeto além do centro de curvatura)            | - Real - Invertida (verticalmente) - Reduzida - à medida que a distância do objeto aumenta, a imagem se aproxima assintoticamente do ponto focalt - No limite onde o objeto encontra-se a uma distância infinita, o tamanho da imagem se aproxima de zero, assim como a imagem formada se aproxima do ponto focal. |          |